# Sport au Vatican
Le sport au Vatican est quelque peu anecdotique puisque ce micro-état de 0,44 km2 n'a pas de place pour installer des équipements sportifs et qu’il compte moins de mille habitants, la plupart étant soit membres du clergé, soit membres de la Garde suisse pontificale. Enfin, il n'y a pas de nationalité vaticane et pas de maternité sur le territoire.
Le sport reste donc ici issu d'initiatives dans le but de sensibiliser les catholiques dans le monde. Le football et le cricket sont les deux sports dans lequel le Vatican a pu constituer une équipe.
En juin 2004, le pape Jean-Paul II décide de créer une section « Église et Sport » dans le dicastère du conseil pontifical pour les laïcs.

## Football
Les joueurs qui composent cette équipe masculine proviennent de la garde suisse et des fonctionnaires (italiens pour la plupart) travaillant au Vatican.
Un championnat est également disputé par huit équipes amateurs formées au sein du Vatican, dont les joueurs travaillent au Saint-Siège. On trouve ainsi des équipes   Musées du Vatican, FC Guardia, Université du Latran, Archives apostoliques du Vatican.
En plus des tournois de clubs nationaux et du football de l'équipe nationale, la Cité du Vatican organise également une mini Coupe du monde pour les prêtres et les séminaristes. Fondée en 2007, la Coupe Clericus est disputée par 16 équipes des séminaires et collèges ecclésiastiques de Rome, formées par des joueurs du monde entier.
Lors de la Journée de la famille au Vatican en juin 2018, un groupe de femmes s'est organisé pour jouer au football les unes contre les autres comme les employés masculins le faisaient depuis des années. Peu de temps après, ils[pas clair] ont participé à un tournoi organisé par l'hôpital pédiatrique Bambino Gesù.
L'équipe nationale féminine s'est constituée en 2019 et a disputé son premier match le 26 mai de la même année contre l'AS Roma au Campo Pio XI, match perdu 0-10.

## Cricket
En 2013, John McCarthy (en), alors ambassadeur du Vatican en Australie, lance l'idée de créer le club de cricket de Saint-Pierre.
En juin 2014, les joueurs envisagent une tournée en Angleterre.
L’équipe effectue une tournée au Angleterre du 28 juin 2024 au 5 juillet 2024. Il s’agit de leur 10e tournée avec avoir fait le Portugal, l'Italie, l'Argentine, le Kenya, Malte, ou l'Espagne.

## Athlétisme
L’État du Vatican compte une fédération d'athlétisme (Athletica Vaticana en latin) créée en janvier 2019 sous l'initiative du pape François ; elle compte alors une soixantaine de membres accrédités, dont des gardes suisses, des religieuses, des prêtres, des employés de musée et des agents d'entretien, ainsi que deux Africains musulmans migrants en tant que membres honoraires.
Le cardinal Gianfranco Ravasi, président du Conseil pontifical de la culture, signe avec Giovanni Malagò, président du Comité olympique national italien (CONI), signe un accord pour pouvoir participer à des tournois sportifs internationaux, y compris les Jeux olympiques d'été. l'équipe est officiellement affiliée à la Fédération italienne d'athlétisme.
Don Vincenzo Puccio, un prêtre sicilien, remporte la première médaille, en argent lors d'un marathon à Messine, avec un temps de 2h31'53.
Le Vatican est représenté aux championnats d’athlétisme des Petits États d’Europe en juin 2021 qui se sont tenus à Saint-Marin ; la délégation est engagée sur quatre disciplines : lancer du javelot, 400 mètres, 3 000 mètres et relais masculin 4×400 mètres. Parmi les athlètes, on comptait des policiers et des pompiers du Vatican, un technicien de l’hôpital Bambino Gesù et deux étudiants des universités pontificales. Le Vatican compte également participer aux Jeux des petits États d'Europe.

## Cyclisme
L’Union cycliste internationale (UCI) admet en octobre 2021 le Saint-Siège comme 200e membre de la fédération internationale, une première pour le pays. 
En septembre 2022, le cycliste Rien Schuurhuis est aligné pour participer à la course en ligne du championnats du monde de cyclisme sur route.

## Taekwondo
En 2017, le président de la fédération mondiale de taekwondo et le président de la fédération italienne de taekwondo ont été reçus par le pape François, à qui ils ont remis la ceinture noire honorifique 10e dan.
En novembre 2021, la fédération internationale reconnait le Vatican comme 211e membre ; des cours de taekwondo sont dispensés au Vatican aux étudiants du séminaire fin 2020.